# Caedocyon tedfordi
Caedocyon tedfordi és una espècie extinta de mamífer carnívor de la família dels cànids que visqué a Nord-amèrica durant l'Oligocè, fa entre 20,4 i 30,8 milions d'anys. Se n'han trobat restes fòssils a Wyoming (Estats Units). Es tracta de l'única espècie del gènere Caedocyon. Tenia el rostre curt, ample i profund. La tercera dent incisiva superior (I3) era més grossa del normal i la segona dent molar superior més petita. El nom genèric Caedocyon significa ‘gos tallent’, mentre que el nom específic tedfordi fou elegit en honor del paleontòleg estatunidenc Richard H. Tedford.